# Система управління складом
Систе́ма управлі́ння скла́дом (абрв. WMS від англ. warehouse management system).
WMS — це програмно-апаратна система управління складом, яка забезпечує комплексну автоматизацію управління складськими та логістичними процесами.
WMS-системи можуть використовуватись як окремий програмний продукт, так і в комплексі з іншими продуктами в складі ERP-систем.
WMS-системи класифікують за:
- вартістю системи;
- складністю процесів, які вона здатна автоматизувати;
- способом налаштування під потреби конкретного складу-замовника;
- напрямком орієнтованості (клієнто- та продуктоорієнтовні);